# Hege Kirsti Frøseth
Hege Kirsti Frøseth (Trondheim, 20 de dezembro de 1969) é uma ex-handebolista profissional norueguesa, medalhista olímpica.
Hege Kirsti Frøseth fez parte da geração medalha de prata em Barcelona 1992.